# Поп Іван Іванович
Іва́н Іва́нович Поп (26 травня 1938, Страбичово, Підкарпатська Русь, Чехословаччина — 14 вересня 2023, Хеб, Чехія) — радянський історик — славіст, публіцист.

## Біографія
У 1955—1960 роках навчався в Ужгородському університеті, на історичному факультеті, звідки був виключений. У 1963–1966 рр. навчався в аспірантурі Інституту слов'янознавства і балканістики АН СРСР (Москва). Закінчивши навчання, з 1967 по 1992 рік працював у цьому інституті, де захистив 1966 року кандидатську дисертацію, а 1988-го — докторську. У 1988—1992 роках був головним редактором журналу «Советское славяноведение» («Радянське слов'янознавство»). Переїхавши з Москви в Ужгород, у 1992—1994 роках обіймав посаду професора історії в Ужгородському університеті та директора новоствореного Інституту карпатознавства. Не зустрівши прихильності до ідей політичного русинства, у 1994 році переїхав до Чехії. Працював у гімназії міста Хеб.
Лауреат премії Schola Ludus за педагогічну майстерність (Чехія-ФРН, 1998), премії і медалі ім. Антонія Годинки (Угорщина, 2009) за видатні досягнення в справі збереження русинської культури, науки, традицій і материнської мови (2009).
Виступав з критикою пропозицій про зближення карпаторусинської мовної норми з російською мовою і в цілому проти русифікації:
Я 30 років прожив в серці Росії, Москві, але росіянином від цього не став, а можливо, саме тому і не став, що чітко бачив абсолютно особливий російський менталітет, який ніяк не співвідноситься з нашим русинським. Абсолютно відмінне розуміння ними, росіянами, своїх національно-державних завдань, масштабних, можна сказати — планетарних. Наші регіональні, середньоєвропейські інтереси вони зрозуміти не можуть не в силу якоїсь злої волі, а через своє загальноконтинентальне, світове положення. Наш рідний край, Підкарпатська Русь, був для них — і залишається зараз для України — тільки вигідним стратегічно-геополітичним плацдармом за карпатськими перевалами, в Центральній Європі. Адже відомо їхнє, росіян, визначення нашого краю: "все тут добре, тільки місцевих забагато!».
Брат Дмитро Іванович Поп — історик і культуролог, учасник промосковського «Сойму підкарпатських русинів».

## Основні роботи
Іван Поп — автор також близько 200 статей зі славістики, ряду монографій і енциклопедій. Публікувався російською, русинською, українською, англійською, французькою, німецькою, словацькою та чеською мовами.
- В горах и долинах Закарпатья. Москва: Искусство, 1971. (серія «Дороги к прекрасному»). (У співавторстві).
- Чехословацко-венгерские отношения, 1935—1939. Москва, 1972.
- Чехословакия — СССР, 1941—1947. Москва, 1990.
- Искусство Чехии и Моравии IX — начала XVI века. Москва, 1978.
- Ужгород-Мукачево. (англійською та французькою мовами). Москва, 1987, у співавторстві.
- Краткая история Чехословакии. Москва, 1988, у співавторстві.
- Энциклопедия Подкарпатской Руси. Ужгород, 2001, у співавторстві.
- Енциклопедія історії і культури Підкарпатської Руси Торонто, 2002, Ужгород, 2011, англійською і українською мовами, у співавторстві з Полом Робертом Магочі)
- Pop, Ivan. Malé dejíny Rusínov. Vydalo Združenie inteligencie Rusínov Slovenska. Bratislava, 2011. ISBN 978-80-970354-4-0